# Marco Kutscher
Marco Kutscher, född den 2 maj 1975 i Norden, i Tyskland, är en tysk ryttare.
Han tog OS-brons i lagtävlingen i hoppning i samband med de olympiska ridsporttävlingarna 2004 i Aten.